# Wapen van Mecklenburg

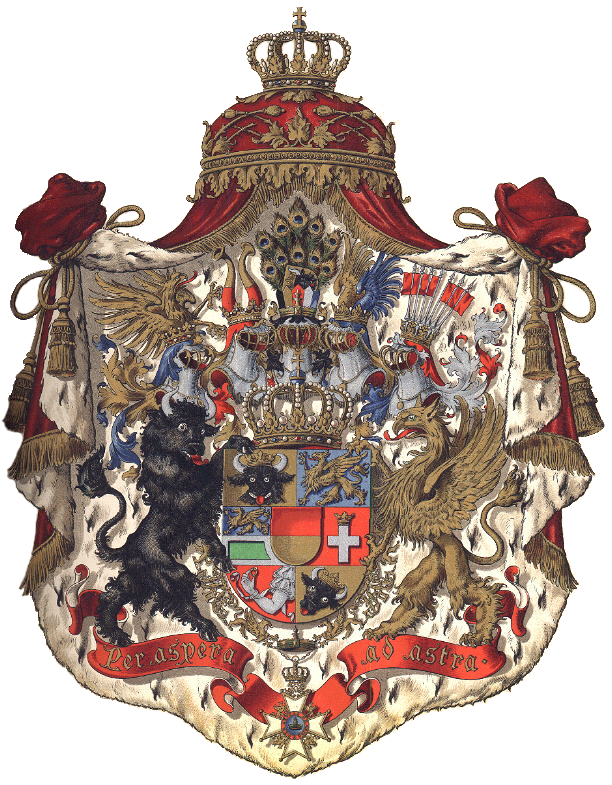
Wapen van Mecklenburg

Het Wapen van Mecklenburg is het heraldische symbool van het vorstendom, sinds 1348 hertogdom, sinds 1815 groothertogdom, sinds 1918 vrijstaat Mecklenburg.

## Stamwapen

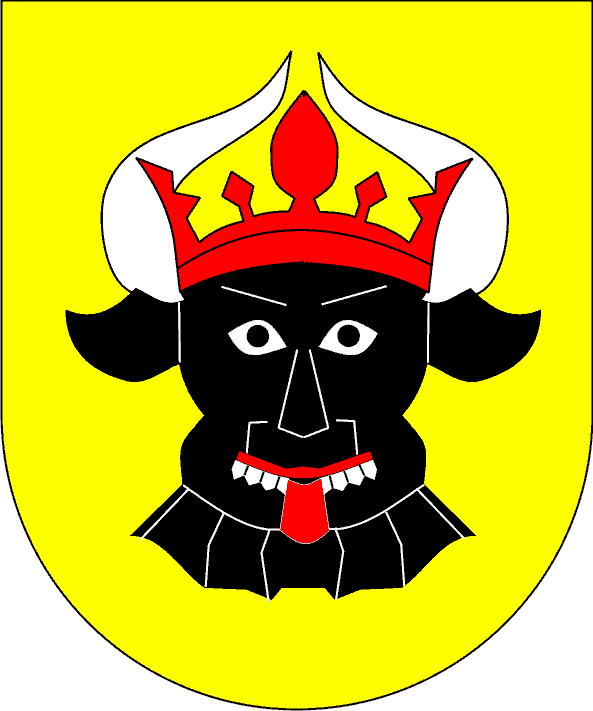
Mecklenburg

Het wapen van Mecklenburg bestaat uit een zwarte stierenkop met een halsvel, een rode kroon, zilveren hoorns en een uitgestoken tong op een veld van goud.

## Wapen van 1489

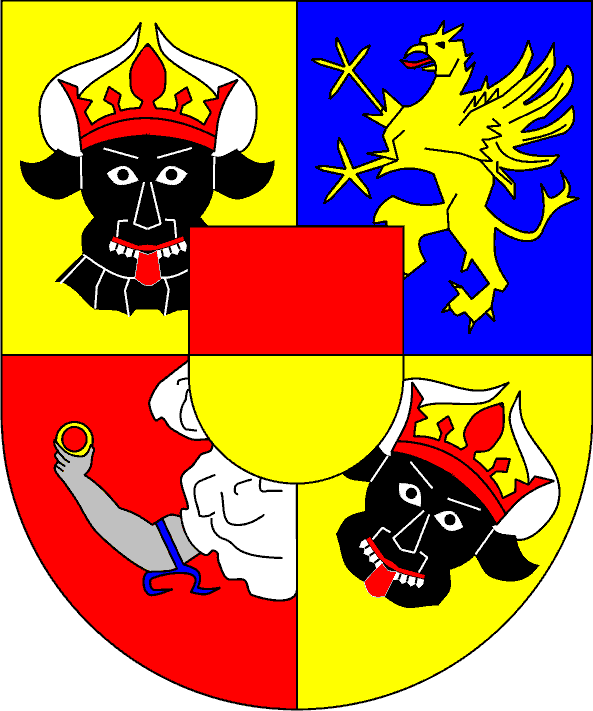
Mecklenburg (1489-1664)
heerlijkheid Rostock
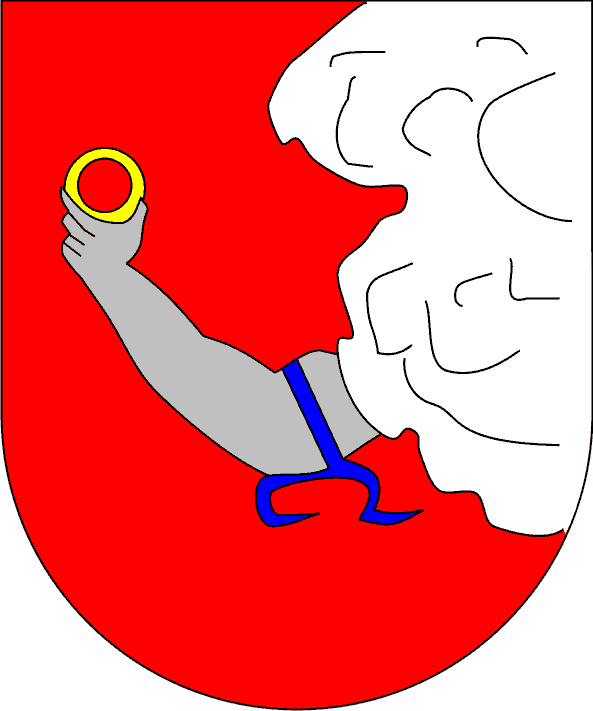
heerlijkheid Stargard
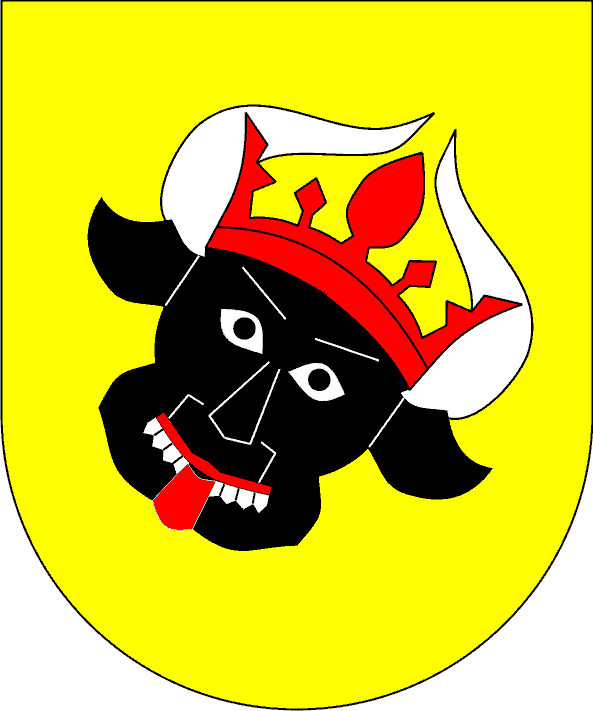
vorstendom der Wenden
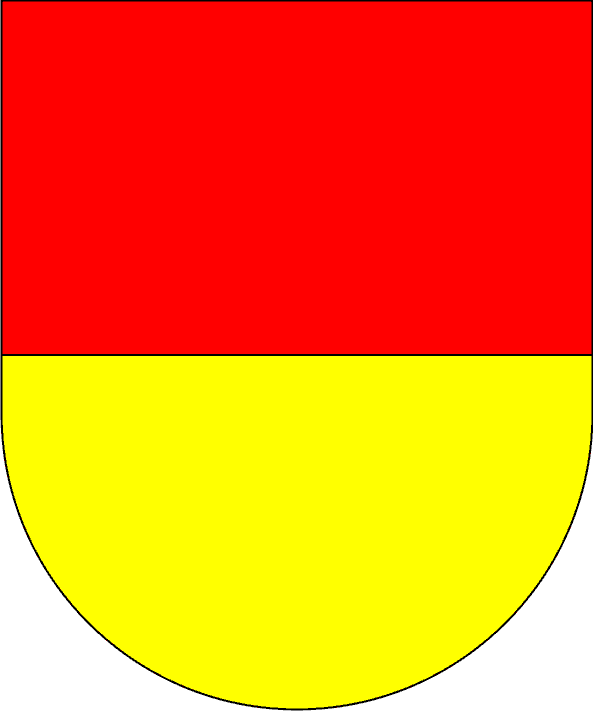
graafschap Schwerin

Na de dood van vorst Hendrik Borwin II in 1226 deelden zijn zonen in 1237 het vorstendom. Hierdoor ontstonden de takken Mecklenburg, Werle (later Wenden, uitgestorven 1436), Rostock (uitgestorven 1314) en Parchim (uitgestorven in 1315). De vorst van Mecklenburg werd in 1348 tot hertog verheven en kocht in 1358 het graafschap Schwerin. In 1436 werden de meeste gebieden verenigd onder hertog Hendrik IV. Zijn zonen verfraaide in 1489 het wapen met de velden van de aanwinsten.

## Wapen van 1658

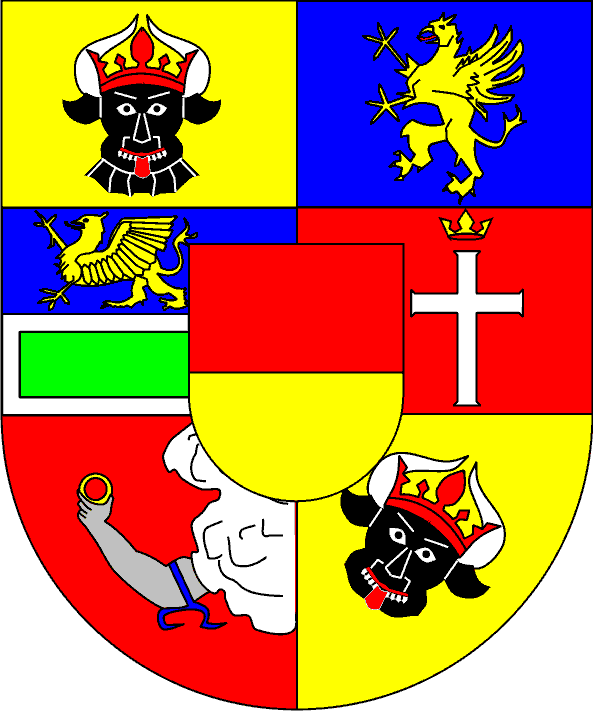
Mecklenburg 1658
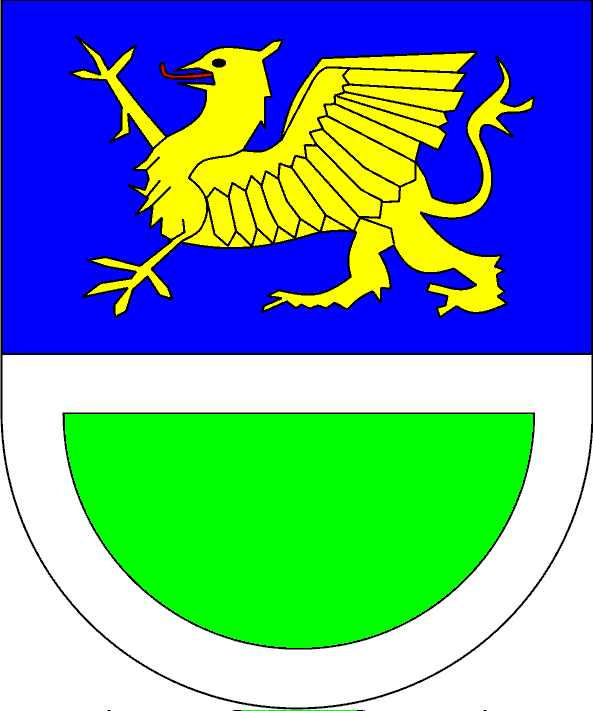
vorstendom Schwerin
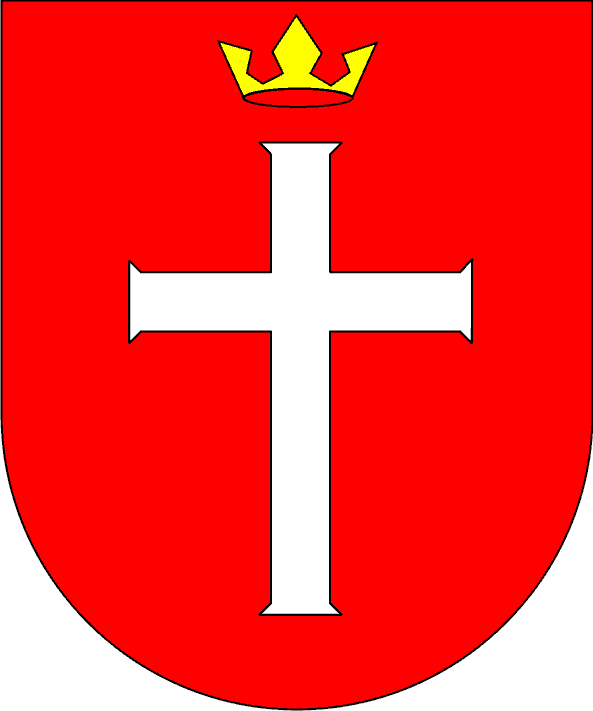
vorstendom Ratzeburg

In de Westfaalse Vrede van 1648 kreeg Mecklenburg de prinsbisdommen Schwerin en Ratzeburg als erfelijk vorstendom. De hertogen gebruikten niet dezelfde wapens als de prinsbisschoppen.

## Wapen van Mecklenburg-Strelitz

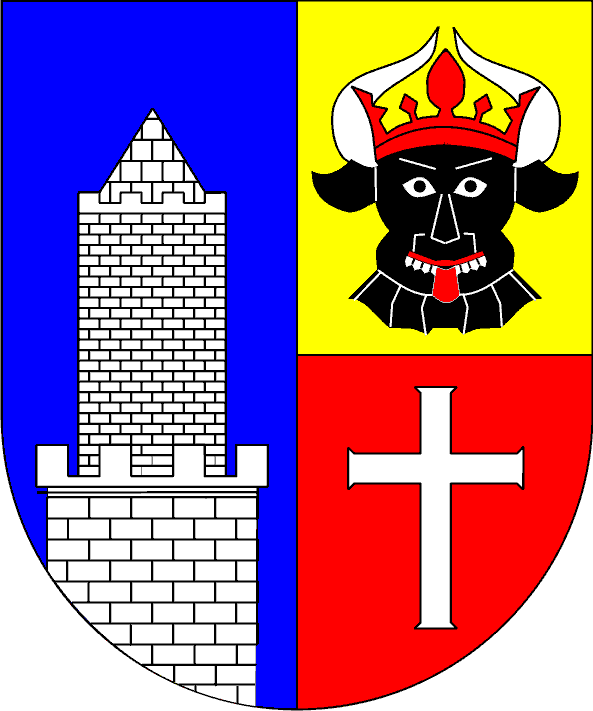
Mecklenburg-Strelitz
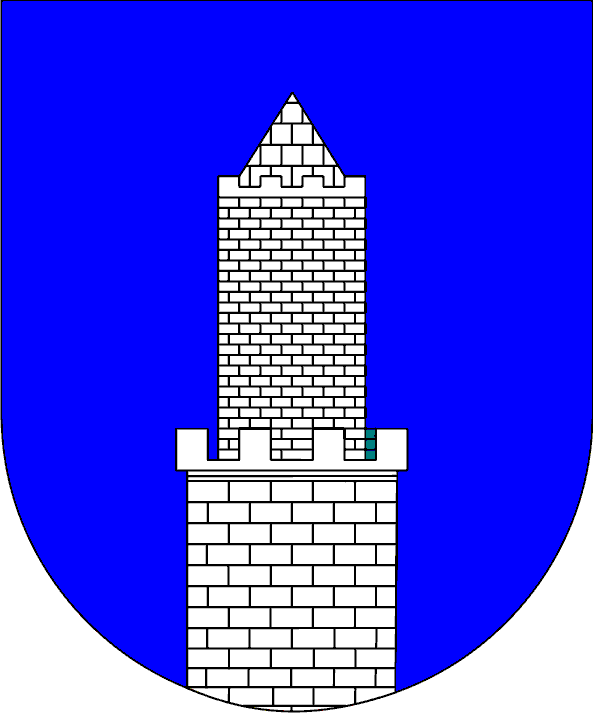
Land Stargard

Onder de hertogen bleef Mecklenburg in principe één land. Alle hertogen en later de groothertogen gebruikten dan ook hetzelfde wapen. Na het uitroepen van de republiek in de beide groothertogdommen Mecklenburg-Schwerin en Mecklenburg-Strelitz was er in het kleiner Streliz een stroming die een volwaardige status voor het land nastreefde en zich verzette tegen inlijving bij Mecklenburg-Schwerin. Een eigen wapen paste goed in dit streven. Het in 1921 ingevoerde wapen symboliseerde de landsdelen van de staat. Het grotere deel rond Neustrelitz werd vertegenwoordigd door een nieuw ontworpen wapen voor het historische land Stargard en het kleinere westelijke deel bij Ratzeburg werd vertegenwoordigd door het oude wapen van het vorstendom met weglating van de kroon op het kruis.

## Wapen van Mecklenburg-Voor-Pommeren

Mecklenburg-Voor-Pommeren
hertogdom Pommeren
markgraafschap Brandenburg

In 1945 ging het grootste deel van de Pruisische provincie Pommeren verloren aan Polen. Het restant ten westen van de Oder werd met het land Mecklenburg verenigd tot het bondsland Mecklenburg-Voor-Pommeren. Het wapen van Brandenburg verwijst naar de historische band tussen Brandenburg en Pommeren. Pommeren was een leen van Brandenburg en na het uitsterven van het Pommersche hertogelijke huis viel het hertogdom in fasen aan Brandenburg.